# 71° Nord
71° Nord ist ein Reality-Format, das zuerst in Norwegen und anschließend in einigen anderen Ländern übernommen und ausgestrahlt wurde. 

## Inhalt und Ausstrahlung
Bei dieser Reality-Show müssen die vorher aufgestellten Teams an den 71. Breitengrad gelangen und auf dem Weg verschiedene Aufgaben lösen. Das Format wurde erstmals von TVNorge 1999 in Norwegen ausgestrahlt. TVNorge produzierte jährlich mehrere Folgen des Adventure-Formats. Seit 2006 wird die Fernsehserie in Belgien und seit 2008 auch in den Niederlanden gesendet. Ab 2010 wurde die Sendung auch vom englischen TV-Sender ITV für das Vereinigte Königreich produziert und ausgestrahlt. Am 11. September 2010 startete im Vereinigten Königreich die erste zehnteilige Staffel. Zunächst sponserte Mazda, dann Continental das englische Format. Produzent ist dort die Fever Media.

## 71°-Nord-Konzepte
SchweizAbenteuer Schweiz
In der Schweiz startete 2001 eine Staffel Abenteuer Schweiz, produziert von Lava Productions und beim inzwischen eingestellten TV3 gesendet.
Belgien / Niederlande71° noord
Bisher wurden drei Staffeln 2006, 2008, 2009/10 von TéVé Media Group (Belgien) produziert. In Belgien wurde das Programm auf 2BE ausgestrahlt, in den Niederlanden ab die 2. Staffel auf RTL5. Im Herbst 2008 wurde eine 3. Staffel mit fünf belgischen und fünf niederländischen Teilnehmern gesendet. Die Dreharbeiten begannen am 5. Oktober 2008 in Skjåk. Bei einem Autounfall am 11. Oktober 2008 kamen die Filmteam-Mitarbeiter Ernst-Paul Hasselbach und Leentje Custers ums Leben. Deshalb wurde die Produktion für dieses Jahr eingestellt und 2009 erneut aufgenommen.
Vereinigtes Königreich / Norwegen71° North
Die Serie wurde 2010 von „Nordisk Film AS“ produziert und im Vereinigten Königreich von ITV und in Norwegen von MAX ausgestrahlt.
USA / KanadaNo Boundaries
Die Produktion von „Lions Gate Entertainment“ (USA) wurde 2002 in den USA von Warner Brothers (nach der 4. Episode aber abgesetzt) und OLN gesendet. In Kanada lief die Produktion auf Global Television Network (Shaw Media), in Norwegen auf TV Norge und in Südost-Asien auf dem Satelliten-Kanal AXN.
PolenEkspedycja
Für Polen produzierte der polnische Sender TVN (Polen) Ekspedycja und sendete eine Staffel 2001.
Schweden69° nord
Schweden reicht bis zum 69° Breitengrad, deshalb produzierte die Nordisk Film & TV AS aus Schweden dieses Format für den privaten Kanal 5 unter abgewandeltem Namen. Das Programm wurde 2001 ausgestrahlt.